# زنغواي العليا (تشنار)
زنغواي العليا (بالفارسية: زنگوای علیا) هي قرية تقع في إيران في قسم تشنار الريفي. يقدر عدد سكانها بـ 25 نسمة بحسب إحصاء 2016.